# Palast der Republik
Palast der Republik (Republikpaladset) var en bygning i Berlin på bredden af floden Spree mellem Schlossplatz og Lustgarten (fra 1951-1994 Marx-Engels-Platz). Paladset var primært sæde for DDR's parlament, Volkskammer, men rummede også to store auditorier, kunstgallerier, restauranter og en bowlingbane. P. d. R. blev fjernet ved nedrivning over en treårig periode til slutningen af 2008, og i dets sted blev museet Humboldt Forum  bygget med gradvis indvielse i slutningen af 2020.

## Historie

### Opførelsen
Paladset blev opført fra 1973 til 1976 i den velkendte østtyske arkitektoniske stil med bronzeindrammede vinduer. Bygningen blev indviet 23. april 1976 og var åbent for offentligheden to dage senere. Paladset blev bygget på den grund, hvor det gamle Berliner Schloss lå. Slottet blev beskadiget under 2. verdenskrig, men først endelig nedrevet af myndighederne i DDR i 1950, idet de opfattede det som et symbol på vesttysk imperialisme. Palast der Republik blev spøgefuldt kaldt "Palazzo Prozzi" (cf. Palazzo Strozzi i Firenze, protzen="at prale"), "Ballast der Republik" og "Erichs lampeforretning", sidstnævnte med reference til den østtyske leder Erich Honecker og de 1001 lamper i bygningens foyer.

### Asbest
Forud for Tysklands genforening i oktober 1990 opdagede man, at bygningen indeholdt asbest. Den blev derfor lukket for offentligheden 19. september 1990 efter dekret fra Volkskammer. I 2003 var asbesten fjernet i lighed med en del af bygningens indre og ydre mure, og bygningen var klar til at blive nedrevet. Der var åbent for besøgende i sommeren 2003. En protestgruppe advokerede for, at bygningen skulle bruges til kulturarrangementer indtil den endelige nedrivning. Det ønske blev efterkommet, og fra foråret 2004 husede Palast der Republik flere udstillinger samt en koncert med det tyske band Einstürzende Neubauten, der direkte oversat betyder Kollapsende nybygninger, hvorfor bandet passede meget godt ind i debatten om husets nedrivning.

### Nedrivning
I november 2003 besluttede Bundestag at nedrive bygningen og efterlade området som park, indtil finansieringen for genopbygningen af Berliner Schloss var tilvejebragt. Nedrivningen startede 6. februar 2006 og og i 2020 stod det genopførte Berliner Schloss klar. Omkostningerne ved nedrivningen var anslået til 12 mio. euro. Nedrivningen blev forsinket kraftigt efter fundet af mere asbest, og slutdatoen blev rykket til udgangen af 2008.

## Bemærkelsesværdige begivenheder i Palast der Republik
Nogle af de mest bemærkelsesværdige begivenheder i Palast der Republik var partikongresserne i Sozialistische Einheitspartei Deutschlands og gallafesten i forbindelse med DDR's 40 års-jubilæum i oktober 1989, hvor den sovjetiske leder Mikhail Gorbatjov deltog. 
31. januar 1980, efter flere års tovtrækkeri, blev Tangerine Dream den første vesteuropæiske musikgruppe, der fik lov at give koncert i DDR, og det skete også i Palast der Republik. Incitamentet var, at gruppen spillede instrumentel musik uden agiterende indhold. Koncertbilletterne var i høj kurs på det sorte marked, og interessen var generelt stor. Det lykkedes bandet at lukke flere ind end tilladt og gav en historisk koncert – foreviget på pladerne "Quichotte" (1980) og "Pergamon" (1986).
I oktober 1983 fik den vesttyske rockstjerne Udo Lindenberg overraskende lov til at give koncert i paladset. Han sang dog ikke en af sine mest kendte sange, Sonderzug nach Pankow, der gjorde grin med den østtyske leder Erich Honecker, og som han var blevet bedt om ikke at spille.